# 80e régiment d'artillerie
Le 80e régiment d'artillerie nord-africaine (80e RANA) est une unité militaire de l'Armée de terre française. Il stationne au Levant français de 1939 à sa dissolution fin 1940.

## Création et différentes dénominations
- 14 octobre 1939 : Création

## Chefs de corps
Le régiment est commandé par le lieutenant-colonel Chevillard.

## Historique des opérations et garnisons du régiment

### Seconde Guerre mondiale
Le régiment est formé le 14 octobre 1939 à Poitiers à partir d'éléments du 20e RANA, avec un groupe de canons de 75 et un groupe de canons de 155 courts.
Il embarque pour le Levant en novembre 1939, où il est renforcé le 15 janvier 1940 par un troisième groupe de canons de 155 courts, issu du VIIe groupe du 20e RANA et de la 19e batterie du VIe groupe du 286e régiment d'artillerie. Les I/ et II/80e RANA sont rattachés à la 192e division d'infanterie et le III/80e RANA à la 191e division d'infanterie.
Il est dissout le 16 octobre 1940, ses éléments non démobilisant rejoignant le régiment d'artillerie métropolitaine du Levant.

## Insigne
Il présente deux canons croisés chargés d'un cèdre du Liban entouré d'un croisant, portant en pointe le numéro 80.